# Pacesetter
Pacesetter Ltd était un éditeur américain de jeux de rôle et de jeux de plateau, basé dans le Wisconsin et fondé en 1984.

## Jeux édités

### Jeux de rôles
- Chill[1] (1984), traduit en français chez Schmidt, puis par Oriflam (1994)
- Star Ace (1984)
- Time Master[2] (1984)
- Sandman[3] (1985)

### Autres jeux
- Chill: Black Morn Manor (1985), traduit en français sous le nom de Chill, le manoir des ténèbres[4] par Schmidt
- Wabbit Wampage (1985)
- Wabbit Wevenge (1986)

## Le système Pacesetter
Tous les jeux de rôles de l'éditeur utilisaient un système de jeu identique, parfois dénommé ATS (Action Table System) en raison de son système basé sur la lecture d'une table de résolution universelle.
En 2011, éditeur Goblinoid Games racheta les licences des jeux Time Master et Sandman, réédités en 2011, ainsi que le nom Pacesetter. Il exploite leur système de jeu, désormais dénommé Pacesetter System pour créer de nouveaux jeux de rôles compatibles entre eux : Rotworld (2012), Majus (2013) et Cryptworld (2013).